# Michael Herck
Michael Herck né le 4 août 1988 à Bucarest, est un pilote automobile belgo-roumain, courant sous licence roumaine. Il prend sa retraite en 2012.

## Carrière en monoplace

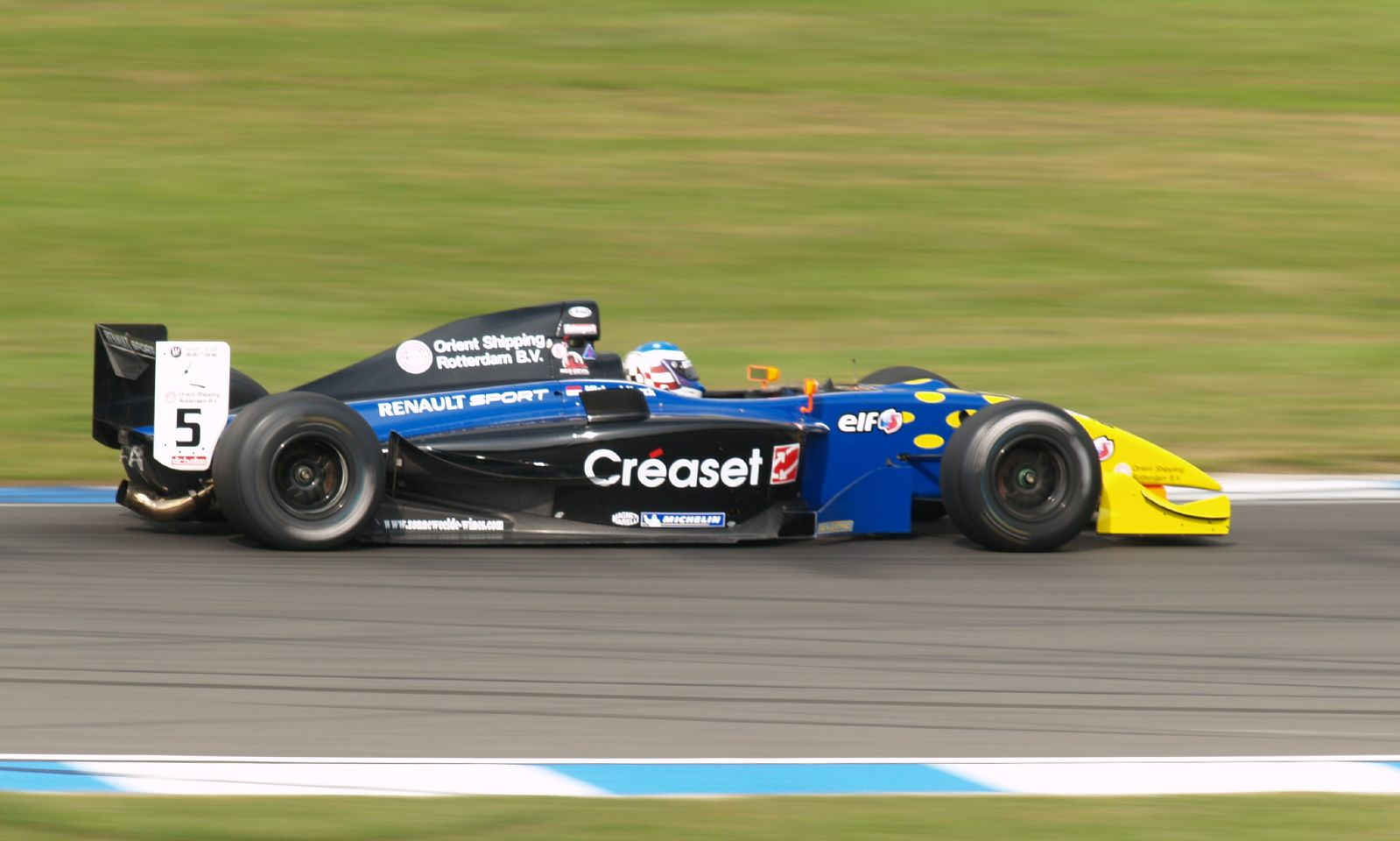
Michael Herck, en World Series by Renault, en 2007

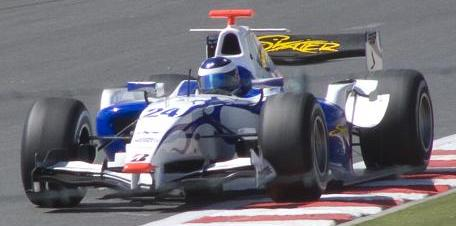
Michael Herck, en GP2 Series, en 2008

- 2003 : Formule Renault Monza Winter Series, 8e
- 2004 : Formule Renault Monza, champion 
  - Formule Junior 1600 Espagne, champion
  - Formule Renault 1600 Belgique, 11e
- 2005 : Championnat d'Autriche de Formule 3, champion
  - Championnat d'Allemagne de Formule 3, non classé (3 courses)
  - Championnat de Grande-Bretagne de Formule 3, non classé (5 courses)
- 2006 : Formule 3 Euroseries, 15e
  - Championnat de Grande-Bretagne de Formule 3, non classé (2 courses)
- 2007 : World Series by Renault, non classé 
  - Formule 3 Euroseries, non classé (2 courses)
- 2008 : GP2 Series, 30e
- 2009 : GP2 Series, 23e
  - Formula Renault 3.5 Series, 23e
- 2010 : GP2 Series, 16e
- 2011 : GP2 Series, 21e